# Fase S
A fase ou período S (sintético) acontece na interfase do ciclo celular, está entre o G1 e G2. Durante esta fase ocorre a duplicação do DNA, e consequentemente, dos filamentos de cromatina, além da síntese de histonas e a duplicação dos centríolos.